# Adam et Ève (Ramuz)
Pour les articles homonymes, voir Adam et Ève.
Adam et Ève est un roman de Charles-Ferdinand Ramuz publié en 1932.

## Historique
Adam et Ève est un roman de Charles-Ferdinand Ramuz (1878 † 1947), publié en septembre 1932 chez Mermod, à Lausanne .

## Résumé
À la terrasse de l'auberge la Croix Blanche, Louis Bolomey est accablé : après six mois de mariage, sa très jeune épouse, Adrienne, l'a quitté sans explication. Gourdou, le vieux rétameur, lui explique que tous les malheurs viennent du péché originel et lui fait lire le début de la Genèse. La vie d'Adam et Ève avant la Chute pousse Bolomey à faire de son propre jardin l'égal du jardin d'Éden, aidé par Lydie, fille de la propriétaire de l'auberge. Adrienne revient...

## Éditions en français
- Adam et Ève, édition de 1932 par Mermod, à Lausanne.
- Adam et Ève, édition de 1932 dans La Nouvelle Revue française, à Paris.
- Adam et Ève, édition de 1933 chez Grasset, à Paris.
- Adam et Ève, édition de 1941 dans le dix-septième volume des Œuvres complètes aux Éditions Mermod, à Lausanne.